# Boér Ágoston
Boér Ágoston, Boér Ágoston Béla Egon (Vác, 1893. szeptember 23. – ?) magyar földbirtokos, követségi titkár, országgyűlési képviselő.

## Élete
1893-ban született Vácott, Boér Sándor római katolikus honvéd huszár százados és evangélikus vallású felesége, Kossuch Paula Karolin gyermekeként. Egyetemi tanulmányait a budapesti tudományegyetemen folytatta, és ott avatták jogi doktorrá; de elvégezte a bécsi felsőkereskedelmi iskolát és Budapesten a diplomáciai tanfolyamot is. Az első világháború idején előbb zászlósi, majd hadnagyi rendfokozatban szolgált az egyik osztrák ezredben az orosz és az olasz frontokon. Később átképezték a magyar királyi távíróiskolában, és mint főhadnagy tért vissza az olasz frontra. Katonai érdemeiért elnyerte a bronz vitézségi érmet, a Signum Laudist és a Károly-csapatkeresztet.
1920-ban lépett külügyi szolgálatba, akkor még mint gyakornok; 1924-ben követségi attasévá nevezték ki, 1928-ban pedig követségi titkár lett. 1929-ben családi okok miatt nyugdíjba vonult, és visszavonult gazdálkodni nyírmadai birtokaira. Tagja lett a Mezőgazdasági Kamarának, az Országos Állatelosztó Bizottságnak és egy sor más gazdasági egyesületnek, továbbá a Frontharcos Szövetségnek is. Gazdasági szaklapokba is írt cikkeket, jellemzően gazdasági kérdésekről.
Élénken részt vett Szabolcs vármegye közéletében, tagja volt a megyei törvényhatósági bizottságnak, a kisgyűlésnek és több bizottságnak is. Szerte a vármegyében mintegy 20 gazdakör alakításában vett részt, és számos gazdasági előadás megtartására is vállalkozott a megye különböző településein. Az 1939. évi általános választásokon országgyűlési képviselői jelöltséget is vállalt, amikor is a Magyar Élet Pártja Szabolcs és Ung vármegyei listájáról jutott mandátumhoz.